# Tour della nazionale maschile di rugby a 15 della Nuova Zelanda 1910
Dopo il tradizionale warm up contro la selezione di Wellington, gli All Blacks, nazionale di rugby a 15 della Nuova Zelanda partono per un tour in Australia, concluso con 2 vittorie su 3 nei test-match.
| Wellington 3 gennaio 1910 | Nuova Zelanda XV | 26 – 17 | Wellington | (Athletic Park) |

| Sydney 11 gennaio 1910 | New South Wales | 8 – 21 | Nuova Zelanda XV | (Cricket Ground) |

| Sydney 15 gennaio 1910 | New South Wales | 11 – 17 | Nuova Zelanda XV | (Cricket Ground) |

| Brisbane 18 gennaio 1910 | Queensland | 15 – 19 | Nuova Zelanda XV | Exhibition Ground |

| Brisbane 22 gennaio 1910 | Queensland | 3 – 21 | Nuova Zelanda XV | Exhibition Ground |

| Arbitro: | C Morgan |

|  |    |                |
|  | mt | Fuller, Wilson |

| Arbitro: | N.Martin |

|                    |    |  |
| Gilbert 2, Hodgins | mt |  |
| Row                | tr |  |

| Arbitro: | N.Martin |

|              |      |                                                         |
| Gilbert, Row | mt   | Burns 2, Mitchell, Mitchinson, Paterson, Paton, Stohr 2 |
| Row 2        | tr   | O'Leary 2                                               |
| Row          | c.p. |                                                         |